# 塩飽勤番所

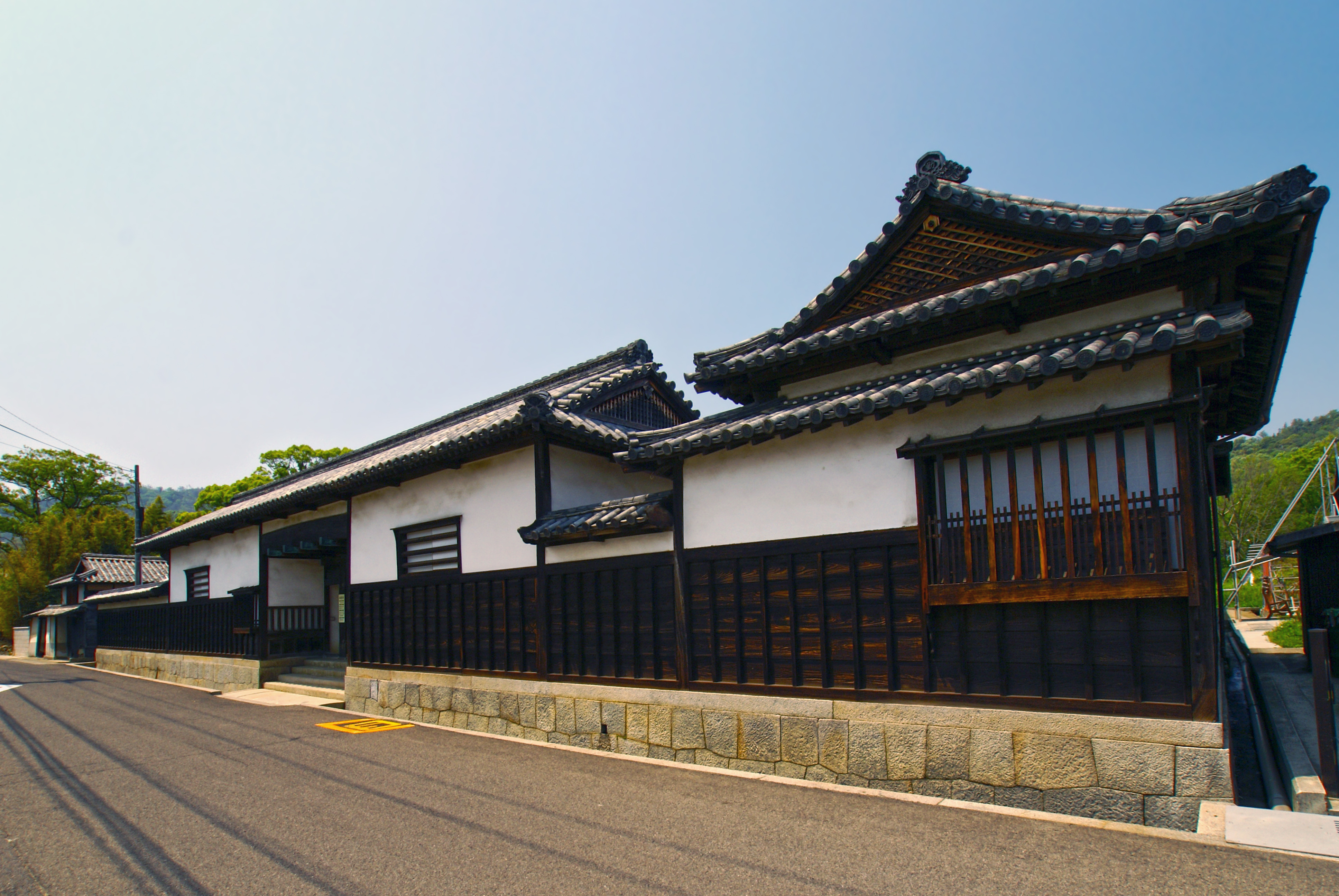
長屋門

塩飽勤番所（しわくきんばんしょ）は、香川県丸亀市本島にある塩飽諸島の旧政庁。現在では塩飽水軍の歴史を展示した資料館になっている。

## 概要

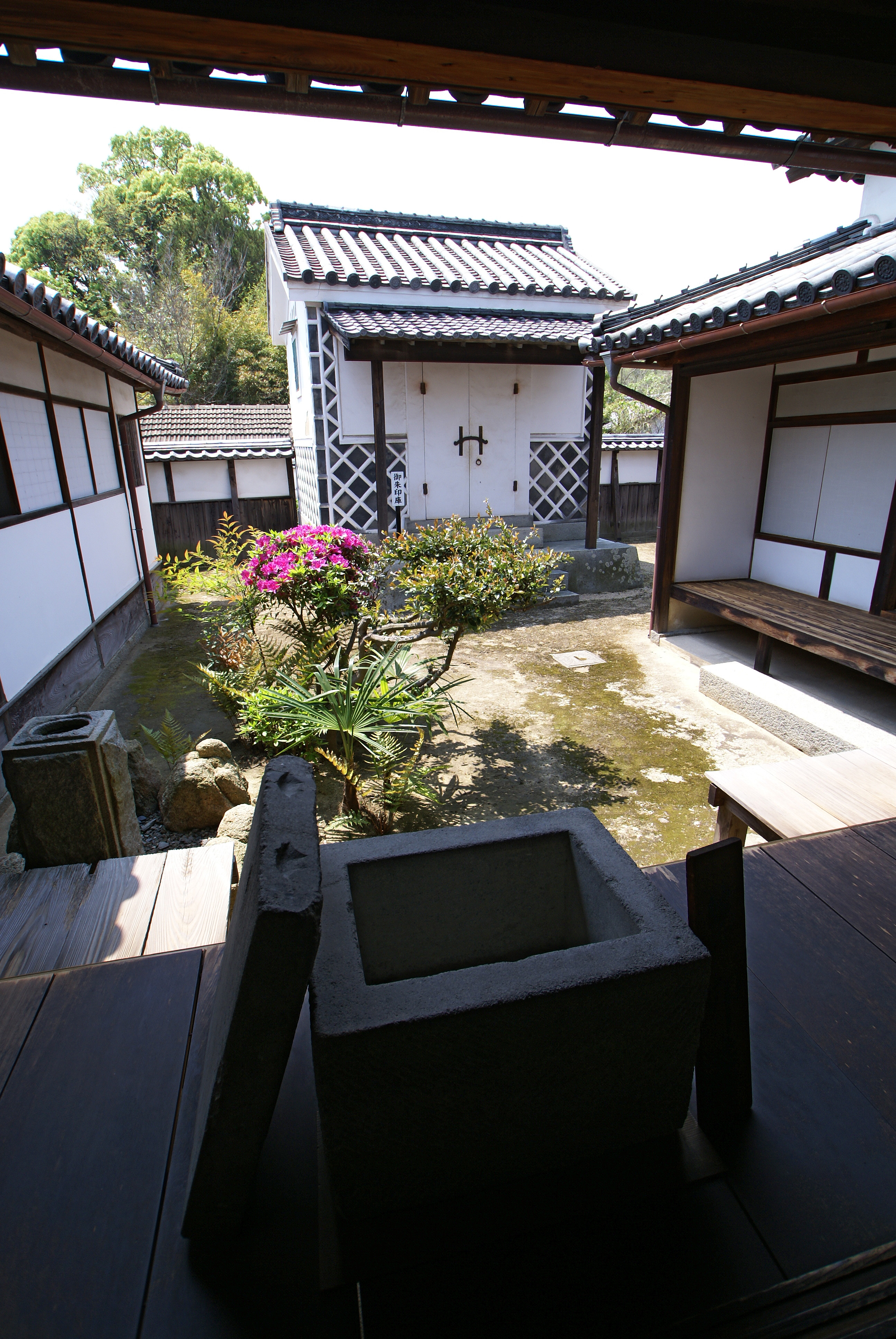
蔵

塩飽諸島は江戸時代に人名（にんみょう）と呼ばれる幕府の御用船方の集まりによって自治が許されており、その中から選ばれた年寄がこの勤番所において政務（島務）を行った。島務は、はじめごろ年寄りの自宅で行われたが、寛政9年（1797）に宮の浜に設置された勤番所で行うようになった。
建物は寛政10年（1798年）に建築された歴史あるもので、万延元年（1860年）に改築された後、旧本島村役場等に利用された。跡地は「塩飽勤番所跡」として昭和45年（1970年）に国の史跡として指定された。建物は史跡指定の後に全面改修を行い改築前の姿に復元され、現在は資料館として公開されている。
敷地は約42メートル四方で、周りは土塀で囲まれている。南面する長屋門には番人部屋が付設し、主屋は入母屋造りで、詰め所は裏にあり、北西部の中庭には朱印庫が建てられている。
展示物としては、織田信長や徳川家康等の朱印状、また咸臨丸の乗組員には多く塩飽諸島出身者がおり、その乗組員の遺品や咸臨丸の模型なども展示されている。

## 沿革
- 1684年（貞享元年）勘定奉行の通達により、以後朱印状がなくても島中支配が認められた。
- 1798年（寛政10年）勤番所を築造。
- 1860年（万延元年）勤番所を改築。
- 1890年（明治23年）町村制により本島村が成立。
- 1954年（昭和29年）本島村が丸亀市に編入。
- 1970年（昭和45年）7月22日 「塩飽勤番所跡」として国の史跡に指定。
- 1972年（昭和47年）3月 丸亀市役所支所としての利用を終了。
- 1977年（昭和52年）復元改修。

## 施設
- 本館 - 政務の間、表座敷、控えの間など
  - 咸臨丸模型 - 日本初の太平洋横断を達成した時の咸臨丸の水夫50人のうち35人（70%）が塩飽出身である
  - 織田信長、豊臣秀吉、徳川家康の朱印状
- 長屋門 - 入母屋造り、本瓦葺き

## 交通アクセス
- JR丸亀駅から徒歩5分の丸亀港からフェリー（本島汽船）に乗り35分で本島（泊港）着、徒歩8分
- JR児島駅から徒歩3分の児島港から旅客船（便数少ない）に乗り30分で本島（泊港）着、徒歩8分

## 周辺情報
- 笠島 - 重要伝統的建造物群保存地区
  - 専称寺 - 年寄吉田彦右衛門の墓は国の史跡（史跡「塩飽勤番所跡」の附指定）
  - 笠島城跡 - 香川県指定史跡
  - 長徳寺 - 木造阿弥陀如来坐像、木造釈迦如来坐像、楊柳観音画像、モッコク、天文在銘文字瓦及び絵瓦は丸亀市指定文化財
  - 尾上神社
- 木烏神社、千歳座
- 来迎寺
- 正覚院 - 木造観音菩薩三尊像と線刻十一面観音鏡像は国の重要文化財